# Нечаев, Антон Николаевич
Антон Николаевич Нечаев (род. 14 августа 1970, Красноярск) — русский поэт и прозаик. Лауреат премии Фонда Астафьева 1997 в номинации «Поэзия», премии Международного журнала «Дети Ра» за цикл стихотворений «Черты в темноте» . Автор книг стихов «Таинственный соглядатай» (Красноярск: КГУ, 1997), «Осень в Зиме» (Красноярск: «Кларетианум», 1998), «Заявление Мастеру» (Красноярск: «Платина», 2004), «ПомоГимн» (Красноярск: «Платина» (2008); Москва: «Вест-Консалтинг» (2008); романа «Сибирский редактор» . Автор открытого письма «Мы уйдем сами», касающегося Российско-Китайских соглашений о Сибири, письма в поддержку украинского писателя и кинематографиста Олега Сенцова .

## Биография
Антон Нечаев родился 14 августа 1970 года в Красноярске.
Учился на биолого-географическом факультете в Красноярском педагогическом институте, в Литературном институте имени Горького в семинаре Евгения Рейна.
Работал сторожем, редактором в журнале «День и ночь».
С 2006 года — главный эксперт Фонда имени В. П. Астафьева, с 2013-го — главный редактор литературного журнала «Процесс» . Дебютная публикация: журнал «Юность» № 7 1991; печатался в журналах «Смена», «Сибирские огни», «Вестник Европы», «День и ночь», «Байкал», «Дети Ра» , «Ликбез», «Стороны света», «Флорида», «Воздух»; газетах «Трибуна» и «Литературная Россия», в периодических изданиях Израиля, США, Польши, Румынии. Участник X Международного Фестиваля поэзии на Байкале 2010. Член Союза российских писателей (1998), Русского ПЕН-клуба (2004), правозащитного объединения литераторов, журналистов, блогеров Ассоциация "Свободное слово" , ПЭН-Москва . Ведущий литературного блога на портале «Лаборатория новостей». Живёт в Израиле .

## Семья
Супруга — русско-румынская поэтесса Анжела Пынзару (развод). Дед по матери — советский поэт Игнатий Рождественский.

## О творчестве
Евгений Попов
Мне позвонили из журнала "Эсквайр" и предложили КАК БЫ учредить премию Евг. Попова и кого-нибудь ей наградить. Пожалуйста, ответил я.
ПРЕМИЯ ЕВГ. ПОПОВА "ЗА КОНСТРУКТИВНУЮ НАГЛОСТЬ В СОВРЕМЕННОЙ РУССКОЙ ЛИТЕРАТУРЕ" ЛАУРЕАТЫ: Поэт АНТОН НЕЧАЕВ (Красноярск) за циклы идейно-ущербных лирических стихотворений с элементами цинизма и романтики (см. Журнальный зал)
журнал «Воздух»
Нечаев — поэт скупых средств, наследующий не футуристической (что странно, поскольку он — один из ведущих авторов поставангардного журнала «Дети Ра»), но и не акмеистической линии; пожалуй, в его поэзии есть нечто от скупой, суровой и одновременно щемящей, тонкой поэзии «парижской ноты.
Игорь Кузнецберг о романе «Сибирский редактор».
Помогает ли эта книга? Как-то раз, совсем по другому случаю, калининградский поэт и переводчик Игорь Белов написал мне: «Кто сказал, что книга должна делать человека лучше? Лучше кого? И что такое хороший человек, уж не оксюморон ли? Мы не в тёмном царстве живём, но в сонном, и не лучи света тут нужны, а прожектора, пусть их ослепительный свет и гарантирует неминуемую пальбу». Действительно. Главная задача искусства, в нашем случае мы говорим о литературе, сдвинуть что-то внутри у читателя, чтобы раздался щелчок внутри, заставить его чувствовать, думать. Это у автора отлично получилось. А дальше нечаевские уже личные проблемы. Дед может явиться Нечаеву ночью и спросить: «Где твоя совесть, Антоша?» Бывшие коллеги Нечаева могут сказать: «Где твоя совесть, Нечаев?» Как бы я ответил на его месте… Что засунул в жопу себе, а вытащить обратно не смог? Наверное, так бы